# (35635) 1998 KV33
1998 KV33 (asteroide 35635) é um asteroide da cintura principal. Possui uma excentricidade de 0.18522390 e uma inclinação de 0.82174º.
Este asteroide foi descoberto no dia 22 de maio de 1998 por LINEAR em Socorro.